# لیک ویو (میسیسیپی)
لیک ویو (به انگلیسی: Lake View) یک منطقهٔ مسکونی در ایالات متحده آمریکا است که در شهرستان دسوتو، میسیسیپی واقع شده‌است. لیک ویو ۶۹٫۵ متر بالاتر از سطح دریا واقع شده‌است.